# Íñigo Fernández de Velasco
Pour les articles homonymes, voir Velasco.
Íñigo Melchor Fernández de Velasco, 7e duc de Frías (16 avril 1629 - 27 septembre 1696), est un noble espagnol, cousin de Jean IV de Portugal.
Il fut gouverneur des Pays-Bas espagnols de 1668 à 1670, et connétable de Castille de 1652 à 1696.
Son fils naturel, Francisco Antonio Fernandez de Velasco y Tovar, a été vice-roi de Catalogne.
Son portrait, peint par Murillo en 1658, est conservé au musée du Louvre.